# Pubblico ministero
Il pubblico ministero (abbreviato PM) è un rappresentante legale negli stati con il sistema del contraddittorio di common law o il sistema inquisitorio di civil law, articolato in più uffici e preposto, principalmente, all'esercizio dell'azione penale. L'accusa è la parte legale responsabile di presentare il caso in un processo penale contro un individuo accusato di aver violato la legge. In genere, il pubblico ministero rappresenta lo Stato o il governo nella causa intentata contro l'imputato.
In alcuni Paesi, tipicamente di common law, a ricoprire la carica non è un magistrato, bensì un avvocato, con mansioni diverse, ed i nomi utilizzati sono procuratore (prosecutor in lingua inglese), procuratore distrettuale (district attorney) e procuratore generale (attorney general).

## Organizzazione
Il pubblico ministero è presente nella totalità degli ordinamenti odierni, anche se il suo status e la sua organizzazione possono variare notevolmente dall'uno all'altro. In particolare, si nota una netta differenza tra gli ordinamenti di civil law e quelli di common law.

### Ordinamenti dicivil law
Negli ordinamenti di civil law i funzionari del pubblico ministero sono solitamente denominati "procuratori della repubblica", "dello stato", "del re" o simili. Sono ordinati in una gerarchia con un'articolazione territoriale che di solito riflette quella degli uffici giudiziari. Ai funzionari di più alto livello è frequentemente attribuito il titolo di "procuratore generale". Taluni ordinamenti prevedono che per reati di minore rilevanza le funzioni di pubblico ministero siano espletate da funzionari di polizia o da magistrati onorari.
In certi ordinamenti di civil law, tra i quali l'Italia e la Francia, i funzionari del pubblico ministero sono membri della magistratura ed appartengono, quindi, allo stesso ordine, ed esercitano sia funzione requirente che funzione giudicante. Il fatto che appartengano allo stesso corpo non implica che godano delle stesse garanzie d'indipendenza assicurate a questi ultimi; anzi, il caso dell'Italia, ove giudici e magistrati del pubblico ministero godono di garanzie pressoché equivalenti, è da considerarsi eccezionale, perché in molti ordinamenti di civil law i magistrati del pubblico ministero dipendono dal governo e, in particolare, dal ministro della giustizia, anche se i poteri attribuiti a quest'ultimo variano notevolmente, dalla semplice vigilanza fino alla preminenza gerarchica.
In altri ordinamenti di civil law i funzionari del pubblico ministero non appartengono al potere giudiziario ma al potere esecutivo e sono inseriti nel ministero della giustizia (come in Germania e in Austria) o costituiscono un apparato organizzativo autonomo che fa capo al procuratore generale. Quest'ultimo in alcuni ordinamenti dipende dal ministro della giustizia (come in Spagna o nei Paesi Bassi) o fa parte del governo (come in Messico o in Polonia), mentre in altri (come in Cile, Brasile e Venezuela) è indipendente dai tre poteri dello Stato, sicché il pubblico ministero viene a configurarsi come una sorta di potere a sé. Negli Stati comunisti il procuratore generale, posto a capo della procura, ha rango di ministro ed è eletto dal parlamento.
Siano magistrati o funzionari del potere esecutivo, i funzionari del pubblico ministero sono generalmente giuristi. Sono per lo più reclutati mediante concorso, tuttavia il procuratore generale, quando è posto a capo di un apparato organizzativo autonomo, è solitamente nominato dal governo (come in Spagna), eletto dal parlamento (come in Venezuela) o nominato dal governo con l'approvazione del parlamento (come in Brasile). In Svizzera tutti i funzionari del pubblico ministero sono di nomina politica: i procuratori del Ministero pubblico federale  sono nominati dal Consiglio federale, i procuratori dei singoli Stati dal gran consiglio degli stessi.

### Ordinamenti dicommon law
Negli ordinamenti di common law il prosecutor, che svolge le funzioni di pubblico ministero nel processo penale, è tipicamente un avvocato; nell'esercizio di tali funzioni è considerato un libero professionista, soggetto alle relative responsabilità, sebbene dipenda dallo Stato o da un ente pubblico territoriale. Inoltre, mentre nei paesi di civil law il pubblico ministero è concepito come rappresentante della collettività e, dunque, "parte imparziale" del processo, nei paesi di common law il prosecutor è visto come rappresentante della vittima del reato.
In molti ordinamenti di common law (Australia, Canada, Inghilterra e Galles, Irlanda del Nord, Sudafrica ecc.) i prosecutor fanno capo al director of public prosecutions, di nomina governativa; questo, di solito, dipende a sua volta dall'attorney general, che fa parte del governo, ma alcune costituzioni più recenti (per esempio quella sudafricana) tendono a garantirgli una posizione d'indipendenza. In altri ordinamenti i prosecutor fanno invece capo direttamente all'attorney general.
Negli Stati Uniti i prosecutor che operano presso una corte federale degli Stati Uniti d'America dipendono dall'attorney general federale; quelli che operano presso le corti statali fanno invece capo ad organi locali variamente denominati (district attorney, commonwealth's attorney, state's attorney, county attorney ecc.), soggetti alla vigilanza dell'attorney general dello stato, che in alcuni stati sono nominati dall'esecutivo locale (ad esempio il governatore dello stato, l'organo di governo delle contee degli Stati Uniti d'America) mentre in altri sono eletti dal popolo.

## Funzioni

### La promozione dell'azione penale
Con l'esercizio dell'azione penale il pubblico ministero avvia il processo penale, di cui diviene una delle parti (l'altra è l'imputato o accusato). Peraltro, a differenza delle parti private, che agiscono nel proprio interesse, il pubblico ministero esercita l'azione penale e sta in giudizio nell'interesse pubblico. Va detto che l'esercizio dell'azione penale, oltre che al pubblico ministero, può essere attribuito dall'ordinamento alla persona offesa dal reato, nel proprio interesse, oppure a chiunque, nell'interesse della collettività cui appartiene (azione popolare). Tuttavia, l'azione privata e quella popolare, presenti negli ordinamenti del passato, in molti ordinamenti attuali sono scomparse (così è in Italia) e, laddove sono rimaste (come in Spagna), hanno di solito un ruolo marginale, suppletivo o integrativo rispetto all'azione del pubblico ministero.
Una variabile importante è rappresentata dall'obbligatorietà o discrezionalità dell'azione penale. Negli ordinamenti dove vige il principio di obbligatorietà (per esempio, Italia, Germania, Austria) il pubblico ministero deve esercitare l'azione penale ogniqualvolta abbia notizia di un reato; laddove, invece, vige il principio di opportunità, come negli ordinamenti di common law e in vari ordinamenti di civil law (per esempio, Francia, Belgio, alcuni cantoni francofoni della Svizzera, Danimarca), il pubblico ministero decide se perseguire o meno un reato, secondo la sua valutazione e le scelte di politica criminale, potendo anche, in alcuni ordinamenti, imporre determinati doveri all'autore del reato in luogo dell'azione penale (per esempio, riparare il danno, pagare una somma, sottoporsi ad un trattamento contro la tossicodipendenza). Va peraltro notato che nella pratica possono riscontrarsi commistioni tra i due principi (per esempio, l'obbligatorietà solo per i reati più gravi). Inoltre, anche dove l'azione penale è obbligatoria è lasciato, nei fatti, un certo margine di discrezionalità al pubblico ministero, il quale è sì tenuto in linea teorica  a perseguire tutti i reati ma può scegliere di dedicare più o meno impegno e risorse all'uno o all'altro.
Al principio di opportunità tende a essere correlata la possibilità per il pubblico ministero di concludere un accordo con l'imputato (il cosiddetto plea bargaining degli ordinamenti di common law) attraverso il quale le parti decidono l'esito della controversia in modo stragiudiziale, estinguendo il processo (di solito l'imputato si dichiara colpevole di un reato meno grave o di una parte soltanto dei capi d'imputazione, ottenendo così una riduzione della pena).

### La conduzione delle indagini
Un'altra variabile è rappresentata dal grado di coinvolgimento del pubblico ministero nelle indagini per individuare l'autore del reato e per raccogliere le prove necessarie alla sua condanna. Negli ordinamenti di common law le indagini sono svolte autonomamente dalla polizia giudiziaria, che trasmette gli elementi raccolti al pubblico ministero affinché decida, sulla base degli stessi, se esercitare o meno l'azione penale. Il pubblico ministero ha anche compiti di consulenza legale nei confronti della polizia ma, in generale, non ha poteri di direzione sulla stessa.
Nei paesi di civil law, invece, il pubblico ministero ha un ruolo più attivo e gli sono attribuiti poteri di direzione nei confronti degli organi di polizia giudiziaria, anche se i rapporti tra i due organi variano da un ordinamento all'altro. In alcuni paesi (per esempio, in Italia e in Giappone) le indagini sono condotte dal pubblico ministero che si avvale della polizia. In altri (come la Germania) il pubblico ministero, pur potendo condurre personalmente le indagini, delega normalmente le stesse alla polizia, e il suo ruolo finisce per avvicinarsi a quello dei paesi di common law. Vi sono poi paesi (per esempio in Francia e fino al 1989, vigente il precedente codice di procedura penale, in Italia) in cui il pubblico ministero, dopo un'indagine preliminare condotta avvalendosi della polizia, esercita l'azione penale, avviando così la fase istruttoria del processo, di tipo inquisitorio, condotta da un giudice istruttore che procede alla raccolta e all'esame delle prove avvalendosi della polizia. Se, in esito all'istruttoria, ritiene che si possa escludere la colpevolezza dell'imputato, il giudice istruttore lo proscioglie, altrimenti dispone il suo rinvio a giudizio, al quale segue una fase processuale che si svolge dinanzi ad un diverso giudice con una procedura di tipo accusatorio.

### Altre funzioni
In vari ordinamenti, tra cui quello italiano, il pubblico ministero può in certi casi esercitare anche l'azione civile o, quantomeno, intervenire nel processo civile, quando è in gioco un interesse pubblico o a tutela di soggetti, quali i minori, gli incapaci o le persone giuridiche, che non possono agire in prima persona (soprattutto nei casi di conflitto d'interessi con i soggetti che li rappresentano o che sono titolari dei loro organi).
Nell'ordinamento italiano il Pubblico Ministero può sollevare la questione di legittimità costituzionale di una legge nel corso di un processo nel quale sia presente.
Inoltre vari ordinamenti attribuiscono al pubblico ministero anche funzioni amministrative in ambiti concernenti l'amministrazione della giustizia, l'esecuzione delle pene e simili.
Un ruolo molto importante ha la procuratura negli stati comunisti: infatti, oltre a svolgere le funzioni di pubblico ministero, ha compiti di sorveglianza generale sul rispetto della legge da parte degli organi dello Stato. In questa veste, la procuratura può presentare, anche a seguito di esposti ricevuti dai cittadini, reclami agli organi che hanno adottato atti amministrativi illegittimi, chiedendone l'annullamento; può inoltre presentare proteste agli organi amministrativi per segnalare comportamenti (omissivi, per esempio) ritenuti in contrasto con la legge. Un rappresentante della procuratura partecipa alle riunioni degli organi di governo, ai vari livelli, per assicurare che il loro operato si conformi al principio di legalità. La procuratura, con le particolari funzioni di sorveglianza generale di cui si è detto, è stata mantenuta dalla costituzione della Russia dopo la dissoluzione dell'Unione Sovietica, mentre negli altri paesi dell'Europa orientale, dopo la caduta dei regimi comunisti, al pubblico ministero sono rimaste le sole funzioni tradizionali.

## Nel mondo

### Francia
Al pubblico ministero francese compete l'esercizio dell'azione penale e la rappresentanza degli interessi generali dinnanzi a tutti gli organi giurisdizionali, nonché alcune funzioni amministrative. Il pubblico ministero francese dipende gerarchicamente dal governo, attraverso il Ministro della giustizia e la Direction des affaires criminelles et des grâces posta alle sue dipendenze.

### Italia
Le funzioni del pubblico ministero in Italia sono esercitate dai procuratori della Repubblica, e operano presso una procura della Repubblica di tribunale.
Nell'esercizio delle loro funzioni sono generalmente affiancati da procuratori aggiunti e dai sostituti, ed altri componenti della magistratura italiana.
La procura generale della Repubblica opera presso la corte d'appello e la cassazione.

### Stati Uniti d'America
I procuratori distrettuali e gli analoghi funzionari possono essere organi dello stato, sotto la vigilanza del suo attorney general, o di altri enti territoriali, quali la contea o la città (city). In molti Stati federati degli Stati Uniti d'America sono eletti dai cittadini, in altri sono invece nominati dal governatore dello Stato o dall'organo di governo dell'ente di appartenenza.

### Svizzera
Nella Svizzera italiana è detto Ministero pubblico (MP); ha sede a Lugano ed è composto di un procuratore generale e di venti procuratori pubblici con giurisdizione sull'intero territorio del cantone svizzero.